# Bogertia
Bogertia é um género de répteis escamados da família Gekkonidae. Este é um género monotípico, ou seja, contém apenas uma espécie: Bogertia lutzae. Esta espécie é originária do Brasil.